# Hatszögszámok
A hatszögszámok a figurális számokon belül a sokszögszámok közé tartoznak.
Az n-edik hatszögszám hn a közös csúcsból rajzolt, legfeljebb n pont oldalhosszúságú szabályos hatszögek körvonalai egymástól különböző pontjainak száma. 
A hn általánosan a következő képlettel adható meg:
{\displaystyle h_{n}=2n^{2}-n=n(2n-1)={{2n}\times {(2n-1)} \over 2}.\,\!}
Az első néhány hatszögszám:
1, 6, 15, 28, 45, 66, 91, 120, 153, 190, 231, 276, 325, 378, 435, 496, 561, 630, 703, 780, 861, 946, 1035. (A000384 sorozat az OEIS-ben)
Minden hatszögszám háromszögszám, de csak minden második háromszögszám (az 1., 3., 5., 7. stb.) hatszögszám.
Minden páros tökéletes szám hatszögszám, a következő képlet alapján:
{\displaystyle M_{p}2^{p-1}=M_{p}(M_{p}+1)/2=h_{(M_{p}+1)/2}=h_{2^{p-1}}}
ahol Mp egy Mersenne-prím.
Például a második hatszögszám 2×3 = 6; a negyedik 4×7 = 28; a tizenhatodik 16×31 = 496 és a hatvannegyedik 64×127 = 8128.
A legnagyobb szám, ami nem írható fel legfeljebb négy hatszögszám összegeként, a 130. Adrien-Marie Legendre 1830-ban bebizonyította, hogy bármilyen 1791-nél nagyobb egész szám kifejezhető ilyen módon.
A hatszögszámok nem tévesztendők össze a középpontos hatszögszámokkal.

## Hatszögszámok tesztelése
A legegyszerűbb mód annak eldöntésére, hogy egy x pozitív egész hatszögszám-e a következő képlet kiszámítása:
{\displaystyle n={\frac {{\sqrt {8x+1}}+1}{4}}.}
Az x akkor és csak akkor hatszögszám, ha n természetes szám. Ebben az esetben x az n-edik hatszögszám.

## Egyéb tulajdonságaik
A hatszögszámok sorozatának n-edik eleme kifejezhető a nagy szigma-jelölés segítségével is:
{\displaystyle h_{n}=\sum _{i=0}^{n-1}{(4i+1)}},
ahol az üres összeg értékét 0-nak tekintjük.